# 팔씨름

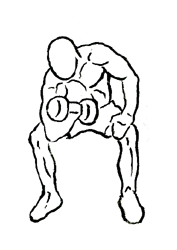
팔씨름의 기초 근력 트레이닝

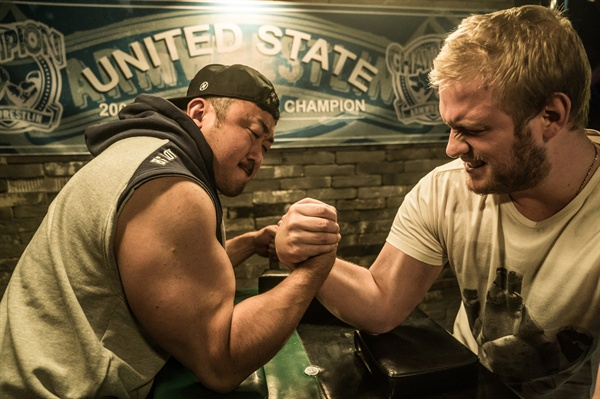
배우 마동석의 팔씨름

팔씨름(영어: arm wrestling)은 두 명이 참여하는 누구나 쉽게 접하는 놀이이자 스포츠이며 손목의 완력을 겨루는 대결 방식의 놀이이다. 흔히 아는 놀이로서의 팔씨름은 서로 손을 맞잡고, 팔은 구부러져 넘기는 힘을 쓰기 편하게 준비한다.이때 팔꿈치는 바닥 면에 붙어 있어야 된다. 이 상태에서 팔씨름을 할 수 있는 준비 상태가 된다.
팔씨름의 목표는 상대방의 손등을 바닥에 닿게 하는 것이다.
또한 국제적으로 팔씨름은 엄연히 스포츠로서 타 스포츠와 마찬가지로 세계 랭킹과 세계 대회가 있고 대한민국 내에도 국제/국내 대회 및 랭킹이 존재한다.

## 스포츠로서의 팔씨름대회
경기 방식은 엄연한 스포츠로서의 국제 룰이 존재하며, 국제 규격 암 레슬링 테이블에 대결을 하게 될 두 선수가 마주 보고 서며 한 경기당 주심과 부심등 2명의 심판이 경기를 진행한다. 어느 한쪽 선수의 손등이 완벽하게 패드에 닿거나 패드의 승패 지점에서 가상의 연장 선상인 수평 지점에 손목과 손등 부위가 닿게 되면 승부가 나게 된다. 국제 공식 룰이 있으며, 룰의 일부 예를 들자면, 대전 중 손이 미끄러져 상대 손을 놓치는 상황이 오면, 스트랩매치를 진행한다. 스트랩매치란 서로의 두 손을 스트랩(끈)으로 묶어 손이 풀리지 안게 조치한 후 경기를 속행 하는 것을 의미한다. 또한 팔꿈치 패드에서 팔꿈치가 떨어지거나 패드에서 이탈하면 엘보우 파울로, 2회 누적 시 1패로 간주된다. 또한 서로 동의 하에 스트랩매치로 진행할 수도 있으며, 심판의 '레디~고' 구령 전 힘을 주어 넘기는 것은 얼리스타트라 부르는 반칙으로 2번 반칙은 1파울로 간주한다.경기 방식은 토너먼트, 더블 엘리미네이션 방식 등이 있다. 팔씨름 테이블의 규격 및 국제 룰의 정립은 1977년 세계팔씨름연맹(WAF) 출범 후 불가리아에서 정립됐다.

## 같이 보기
- 악수
- 그래플링
- 엄지손가락 레슬링